# Thadée Cisowski
Thadée Cisowski, geboren als Tadeusz Cisowski (* 16. Februar 1927 in Łasków, Woiwodschaft Lublin, Polen; † 24. Februar 2005 in Charnay-lès-Mâcon, Département Saône-et-Loire) war ein französischer Fußballspieler polnischer Herkunft.

## Die Vereinskarriere
Thadée Cisowski war als eines von sieben Geschwistern 1933 mit seinen Eltern in das lothringische Erzbecken (Pays-Haut) gezogen und begann mit 14 Jahren, in einer Mine untertage zu arbeiten. Daneben spielte er im örtlichen US Piennes Fußball, dem gleichen Verein, bei dem wenige Jahre später auch Roger Piantonis Laufbahn begann. 1947 verpflichtete der FC Metz den Stürmer, der schnell wegen seines ausgeprägten Torriechers und seiner Schussgewalt auf sich aufmerksam machte: in seinen ersten vier Spielen in der höchsten französischen Spielklasse erzielte der Jungprofi gleich drei Tore und wurde in seinem zweiten Jahr zum Stammspieler. In Metz blieb er fünf Jahre (darunter ein Jahr in der Division 2) und machte schnell unliebsame Bekanntschaft mit den oft sehr rustikalen Mitteln, derer sich gegnerische Abwehrspieler bedienten: in der Saison 1951/52 konnte er wegen eines Beinbruchs, den er sich bei seinem ersten Einsatz in der Nationalelf (nach nur zehn Minuten gegen Österreich) zugezogen hatte, lediglich 17 Punktspiele bestreiten, erzielte darin aber trotzdem noch 11 Tore.
1952 wechselte er zum Hauptstadtklub Racing Paris, und erst hier entfalteten sich seine Fähigkeiten vollständig, da der Klub – abgesehen von einem Abstieg nebst einjährigem Intermezzo in der zweiten Liga (1953/54) – in diesen Jahren immer auf einem einstelligen Tabellenplatz landete. Dazu hat Cisowski ganz maßgeblich beigetragen: 1956 (31 Treffer), 1957 (33) und 1959 (30) gewann er die Torjägerkrone in der Division 1, wurde zudem 1960 Zweiter („nur“ 27). In dieser Saison stellten die Angreifer von Racing (neben Cisowski waren das insbesondere Ujlaki und Topka) mit 118 Toren in 38 Punktspielen einen Ligarekord auf, der bis heute Bestand hat. Das reichte dennoch nur für den dritten Tabellenplatz, und es liegt eine gewisse Tragik darin, dass dieser überragende Torjäger während seiner gesamten Karriere nie französischer Meister wurde und auch den Landespokal nicht gewinnen konnte – in Paris so wenig wie vorher in Metz oder anschließend bei US Valenciennes, wo er 1960/61 noch spielte und der am Saisonende abstieg. Nach einem letzten Jahr beim Zweitligisten FC Nantes beendete Thadée Cisowski seine Profikarriere und kehrte in seine lothringische Wahlheimat zurück, wo er noch so manches Tor im Amateurbereich erzielte.
Zu den weniger erfreulichen Erinnerungen an seine aktive Zeit gehören die 37 schwereren Verletzungen, darunter zwei Beinbrüche und mehrere Meniskusoperationen, die seine Karriere immer wieder beeinträchtigten.
Cisowski starb wenige Tage nach seinem 78. Geburtstag nach langer Krankheit „in der Anonymität eines kleinen burgundischen Dorfes“.

### Stationen
- US Piennes (bis 1947)
- FC Metz (1947–1952, 1950/51 in D2)
- Racing Club de Paris (1952–1960, 1953/54 in D2)
- US Valenciennes (1960/61)
- FC Nantes (1961/62, in D2)
- CS Homécourt

## Der Nationalspieler
Zwischen November 1951 und Oktober 1958 bestritt Thadée Cisowski 13 Länderspiele für die Équipe Tricolore (eins in seiner Zeit bei Metz, 12 bei Paris) und erzielte dabei 11 Tore, darunter alleine fünf Treffer im WM-Qualifikationsspiel 1956 gegen Belgien. Aber auf die Weltmeisterschaftsendrunde musste er verzichten: ein Beinbruch in der Saison 1957/58 verhinderte seine sichere Berufung in den französischen Kader. Cisowskis Pech war das Glück des jungen Stürmers Maryan Wisnieski, der gleichfalls polnische Wurzeln hatte. Sein zweites (1952; ein Tor beim 3:1) und sein letztes Länderspiel (1958; 2:2) bestritt „Ciso“ übrigens gegen Deutschland.

## Erfolge
- insgesamt 287 D1-Einsätze und 206 Tore, davon 86/45 für Metz, 173/152 für Paris und 28/9 für Valenciennes (außerdem 83 Spiele und 65 Tore in der D2); viertbester D1-Torschütze aller Zeiten
- Torschützenkönig der D1: 1956, 1957, 1959
- 13 A-Länderspiele, 11 Tore
- erfolgreichster Torschütze (5 Treffer) in einem einzelnen französischen Länderspiel (gemeinsam mit Eugène Maës)